# Unidad Popular (Uruguay)

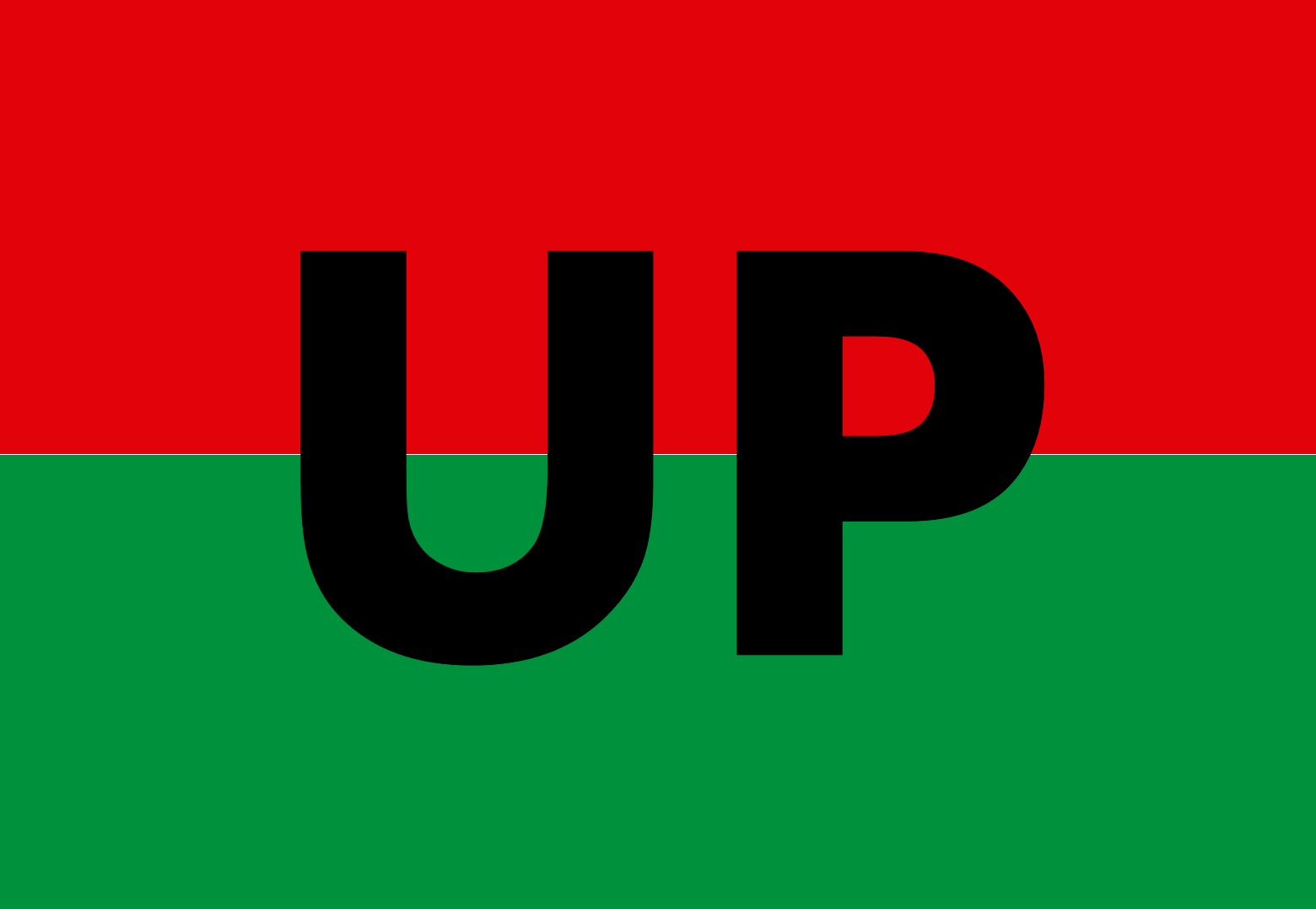
Flagge der Unidad Poular

Unidad Popular ist ein 2013 gegründetes Bündnis linker politischer Parteien in Uruguay. Das Parteienbündnis ging aus einer Abspaltung der linksgerichteten Frente Amplio hervor, die nach Ansicht der Gründer zu viele Positionen der politischen Mitte übernommen hatte.
Bei den Parlamentswahlen in Uruguay 2014 erreichte das Bündnis einen Stimmenanteil von 1,17 Prozent und zog mit einem Abgeordneten in die Generalversammlung von Uruguay ein. Bei den Parlamentswahlen 2019 scheiterte Unidad Popular mit einem Stimmenanteil von 0,84 Prozent knapp an den erneuten Einzug in die Generalversammlung. Im Vorfeld gab das Bündnis bekannt, niemanden bei einer eventuellen Abstimmung unterstützen zu wollen.